# Perintegracja
Perintegracja (absorpcja morfologiczna) - zjawisko językowe polegające przesunięciu granicy między dwoma morfemami, co skutkuje nowym podziałem na morfemy, który jest odmienny od poprzedniego, uwarunkowanego historycznie.

## Przykład
M. l.p. wlkwo-s > vl`k-ъ
B. l.p. wlkwo-m > vl`k-ъ
dlatego i w innych przypadkach zmieniono interpretację
N. l.p. wlkwo-mi > vl`k-omь
N. l.p. wlkwo-mos > vl`k-omъ
Podobnie, prasłowiańskie otъ-voriti zinterpretowano w polskim jako o-tworzyć i dlatego powstało staropolskie za-tworzyć (w innych wyrazach otъ- > od-).